# San Michele Salentino
San Michele Salentino – miejscowość i gmina we Włoszech, w regionie Apulia, w prowincji Brindisi.
Według danych na rok 2004 gminę zamieszkiwało 6246 osób, 240,2 os./km².

## Współpraca
- Monte Sant’Angelo, Włochy